# David La Rue
David La Rue (20 augustus 1998, Longueuil) is een Canadese langebaanschaatser.

## Records

### Persoonlijke records
| Afstand    | Tijd    | Datum           | Baan    |
| ---------- | ------- | --------------- | ------- |
| 500 meter  | 34,86   | 18 oktober 2019 | Calgary |
| 1000 meter | 1.07,71 | 19 oktober 2019 | Calgary |
| 1500 meter | 1.44,37 | 3 december 2017 | Calgary |
| 3000 meter | 3.48,49 | 7 oktober 2017  | Calgary |
| 5000 meter | 6.35,23 | 19 oktober 2017 | Calgary |

(laatst bijgewerkt: 21 maart 2025)

## Resultaten
| Jaar | WK Sprint            | WK Afstanden                       | WK Junioren                                         |
| ---- | -------------------- | ---------------------------------- | --------------------------------------------------- |
| 2017 |                      |                                    | 8e allround 20e 500m 4e 1000m 8e 1500m 20e 5000m    |
| 2018 |                      |                                    | DQ allround · 8e 500m · 4e 1000m · 1500m · DQ 5000m |
|      |                      |                                    |                                                     |
| 2020 | NS3 (18e, 15e, -, -) |                                    |                                                     |
|      |                      |                                    |                                                     |
| 2025 |                      | 21e 1000m 16e 1500m 16e massastart |                                                     |